# Mount-Webb-Nationalpark
Der Mount-Webb-Nationalpark (englisch Mount Webb National Park) ist ein 4,1 Quadratkilometer großer Nationalpark auf der Cape York Peninsula in Queensland, Australien.

## Lage
Der Park liegt in der Region Far North Queensland und befindet sich 45 Kilometer nördlich von Cooktown und 90 Kilometer nordöstlich von Laura. Der Starcke Wakooka Track, nur geeignet für Allradfahrzeuge, führt entlang der östlichen Parkgrenze. Zum Park gibt es keinen Zugang und es existieren keine Besuchereinrichtungen.
In der Nachbarschaft liegen die Nationalparks Starcke, Melsonby (Gaarraay), Endeavour River und Three Islands Group.